# Terapia di gruppo (opera teatrale)
Terapia di gruppo (Beyond Therapy) è un'opera teatrale del commediografo statunitense Christopher Durang, portata al debutto a New York nel 1981.

## Trama
Prudence e Bruce sono due abitanti di Manhattan che cercano l'amore grazie ai consigli del loro terapista, che consiglia loro di mettere un annuncio sul giornale. Bruce è bisessuale, emotivo e piange facilmente, un fatto che Prudence vede come un segno di debolezza. Il loro primo appuntamento si rivela un disastro e i due se ne lamentano con i rispettivi analisti: Stuart, uno psicologo dongiovanni che ha sedotto anche Prudence, e l'eccentrica Charlotte, che balbetta e usa un peluche di Snoopy per aiutare i propri pazienti ad esternare i loro sentimenti.
Charlotte consiglia a Bruce di modificare l'annuncio e a rispondere a queste nuova versione è ancora una volta Prudence. I due hanno un secondo primo appuntamento e questa volta decidono di andare oltre alla loro divergenze e cercare di far funzionare la cosa. I due si accorgono quindi di essere attratti l'uno dall'altro, ma a rovinare la situazione ci pensa Bob, il geloso amante di Bruce che teme di perdere il suo uomo.

## Storia delle rappresentazioni
Terapia di gruppo ha avuto la sua prima al Phoenix Theatre dell'Off-Broadway il 1º gennaio 1981 per la regia di Jerry Zaks. Il cast comprendeva Sigourney Weaver (Prudence), Stephen Collins (Bruce), Jim Borrelli (Stuart), Kate McGregor-Stewart (Charlotte) e Jack Gilpin (Bob).
La commedia fu accolta positivamente da pubblico e critica, tanto da essere riproposta a Broadway l'anno successivo, in cartellone al Brooks Atkinson Theatre per oltre trenta rappresentazioni dal maggio al giugno 1982.
Nel 2007 la Fynsworth Alley ha realizzato un'incisione discografica della pièce come opera radiofonica, con Catherine O'Hara nel ruolo di Prudence e David Hyde Pierce nella parte di Bruce.

## Adattamenti
Nel 1987 Durang ha riadatto la commedia nella sceneggiatura del film di Robert Altman Terapia di gruppo, con Glenda Jackson, Christopher Guest, Tom Conti e Julie Hagerty.